# Serraglio alla Maddalena
Il Serraglio per belve al ponte della Maddalena era un'arena adibita a spettacoli circensi nel quartiere Mercato in Napoli.

## Storia
Progettato inizialmente per l'addestramento dei cavalli, le prime stalle furono costruite nel 1581 dal viceré Principe di Pietrarsa, successivamente ampliato nel 1648 dal Conte di Ognatte. Nel 1742 si decise di spostare la cavallerizza altrove e di riattare l'edifizio ad uso circense, per volere di Ferdinando Sanfelice che lo denominò serraglio, anche se il progetto rimase incompiuto a causa della volontà della preferenza finanziaria accordata verso la vicina Caserma Vanvitelliana.
Nel 1827, con il calare dell'interesse per le attrazioni ludiche, si decise di ritornare al vecchio utilizzo militare dell'edifizio originale, demolendo la scalinata e riattando le celle più grandi per il deposito di armi e quelle più piccole per i cavalli.
Nel 1943 il serraglio fu danneggiato gravemente dai bombardamenti anglosassoni, favorendone la demolizione negli anni cinquanta per fare posto alla nuova via marittima, l'attuale via Amerigo Vespucci.

## Architettura e scultura
L'edifizio principale che si concludeva con un'inclinazione ad angolo di 45 gradi direttamente in una porzione della Caserma Vanvitelliana, era costituito da un corpo di fabbrica a forma di “U”, preceduto da un recinto, al quale si accedeva da un'ampia scalinata che si apriva in forma circolare a due ali. Eccetto i due portali in piperno, uno al corpo di fabbrica e l'altro al recinto, il resto della struttura era integralmente realizzato in tufo, ornato con due ordini di lesene e fasce ornate di bugne a punta di diamante. Gli animali erano imprigionati in 36 celle delle quali tre di ampie proporzioni adibite agli elefanti e alle giraffe, una leoniera e 4 più piccole per i cammelli e gli struzzi. Al primo piano, al quale si accedeva tramite un ampio ballatoio, vi erano le suite regali, mentre gli altri baroni potevano trovare ospitalità al secondo piano dotato anch'esso di logge laterali per il godimento degli spettacoli.